# Ružín
Ružín – sztuczny zbiornik wodny na rzece Hornad w historycznym regionie Abov we wschodniej Słowacji. Powierzchnia lustra wody – 3,9 km², objętość zbiornika – 45,3 mln m³.
Zbiornik Ružín służy przede wszystkim zaopatrzeniu przemysłu w wodę, produkcji prądu elektrycznego (elektrownia wodna o mocy 60 MW), a także ochronie przeciwpowodziowej i rekreacji. Zbiornik jest położony w paśmie górskim Čierna hora, którego szczyty górują nad wodą. Do zbiornika uchodzi jeden z większych dopływów Hornadu – Hnilec, jeden mniejszy – Belá oraz wiele potoków i strumieni. Nad zbiornikiem leży wieś Margecany.